# Sergej Fedorovtsev
Sergej Anatoljevitj Fedorovtsev (på russisk: Сергей Анатольевич Федоровцев) (født 31. januar 1980 i Rostov, Sovjetunionen) er en russisk tidligere roer og olympisk guldvinder.
Fedorovtsev var en del af den russiske dobbeltfirer, der vandt guld ved OL 2004 i Athen, efter en finale hvor Tjekkiet fik sølv mens Ukraine tog bronzemedaljerne. Bådens øvrige besætning var Nikolaj Spinjov, Igor Kravtsov og Aleksej Svirin. Han deltog også i samme disciplin ved OL 2008 i Beijing og ved OL 2012 i London.
Svirin blev desuden to gange, i 2011 og 2015, europamester, som del af den russiske dobbeltfirer.

## OL-medaljer
- 2004:  Guld i dobbeltfirer